# José Simón Cabarga
José Simón Cabarga (Santander, Cantabria, 25 de diciembre de 1902 - Madrid, 24 de septiembre de 1980) fue un periodista español. Ejerció como historiador, crítico de arte y cronista de la ciudad de Santander.

## Biografía
Nació en Santander, Cantabria (España) el año 1902. Tras los estudios primarios, cursó tres años de Comercio en el Colegio María Auxiliadora (Salesianos de Santander. En 1920 aparece su primera colaboración en el periódico El Cantábrico. En 1921 publicó en El Pueblo Cántabro (1921-1926), estrenando el seudónimo «Apeles», la primera reseña periodística comentando una exposición de Pancho Cossio. En los primeros años era más conocido por su habilidad como caricaturista y dibujante entre el grupo de jóvenes inquietos que animaban los salones del Ateneo de Santander. En 1924 obtuvo el título oficial de periodista.
El primero de octubre de 1926 se incorporó en la redacción de El Diario Montañés (1926-1942). Colaboró en la renovación del periódico desempeñando toda clase de cometidos, desde la crónica de sucesos a la crítica de teatro o exposiciones.
Entre las diferentes secciones del periódico, una de las más destacadas fue la dedicada a la defensa del campo montañés, y muy especialmente de su ganadería. Probablemente de ahí partieron los conocimientos que desembocaron en su nombramiento como secretario general de la I Feria de Muestras y Manifestación Agropecuaria de Santander, que tuvo lugar entre el 25 de julio y el 19 de agosto de 1932.
En 1935 la Asociación de la Prensa de Cantabria crea la Hoja del Lunes, nombrando a José Simón Cabarga como primer director. 
En 1938 inició la exploración del Archivo Municipal de Santander en busca de noticias sobre el pasado de la ciudad. Lo que había comenzado como mera curiosidad, pronto se convirtió en una apasionada investigación. No tardó en sistematizar la toma de datos en las Actas del Ayuntamiento y en la Biblioteca Municipal, donde trabajó intensamente en la Colección Pedraja y en la Hemeroteca Cántabra. Con método admirable fue acumulando cuadernos, fichas e índices. La noche del 14 de febrero de 1941 el fuego que asoló la ciudad redujo a humo el producto de tres años de trabajo intenso y entusiasta. Tardó casi dos años y medio en reemprender la tarea. En 1942 fue captado para formar parte de la redacción del periódico Alerta (1942-1973).
En 1945 la Asociación de la Prensa de Barcelona, con motivo de la Fiesta de las Letras de Barcelona, le otorgó su Premio Anual por el trabajo Desde Vitoria a los Vosgos (el diario de un prisionero de Napoleón Bonaparte) y el año siguiente, 1946, salió su primer libro sobre la ciudad, Guía de Santander, por el que le otorgaría un premio el Ayuntamiento de la capital de Cantabria. Dos años más tarde, 1947, superó las pruebas para conseguir el puesto de Director del Museo Municipal de Bellas Artes de Santander. Desde el primer momento emprendió una profunda remodelación y reorganización de sus fondos, imponiéndose un plan de trabajo muy exigente, encaminado a la recuperación, no sólo de la obra de los pintores regionales de mayor calidad, sino también de sus biografías.
Tenía una capacidad de trabajo impresionante. Sus ocupaciones no le impedían acudir a las reuniones del Ateneo y del Centro de Estudios Montañeses (institución a la que siempre se glorió pertenecer, donde se le cita entre los miembros más destacados), ni ser el principal animador de las tertulias y exposiciones que tuvieron lugar en el «Saloncillo de Alerta».
En 1955 fue nombrado Académico de la Real Academia Sevillana de Buenas Letras. En 1956 publicó los dos primeros y primordiales libros dedicados al lugar que lo viera nacer: Santander. Biografía de una ciudad y Santander. Sidón Ibera.
Colaboró en la «Antología de Escritores y Artistas Montañeses», encargándose de las biografías de Daniel Alegre (1950), Manuel Salces (1955), Marcelino Menéndez Pelayo (1956) y Agustín Riancho (1960), así como en la renovación del Ateneo de Santander, en este caso desde la presidencia de la Sección de Cultura, y mediante la fundación y mantenimiento de la revista oral de gran éxito, denominada La Tertulia. En 1963, escribe Historia del Ateneo de Santander. recibió el Premio Nacional Conde de Ruiseñada por un interesante estudio sobre Marcelino Menéndez Pelayo y fue nombrado Académico Correspondiente de la Real Academia de la Historia.
En 1964 publicó el tercer libro sobre su ciudad, Retablo santanderino, y al año siguiente, 1965, otra guía turística de calidad, esta vez titulada Guía de Santander y su provincia.
El Ayuntamiento de Santander lo declaró en enero de 1966 Cronista Honorario de la Ciudad y poco después, el 11 de abril, Hijo Predilecto.
El año 1968 además de publicar su importante obra Santander en la guerra de la Independencia, fue nombrado por el Pleno de la Diputación Provincial de Cantabria Vocal de Número de la Institución Cultural de Cantabria, y el Ministerio de Marina lo condecoraba con la Cruz del Mérito Naval de 2.ª clase, correspondiente a la categoría de Jefe, en reconocimiento a su valiosa aportación a la organización de la Segunda Semana Naval, celebrada en Santander.
La Institución Cultural de Cantabria le publicó en 1972 el magnífico trabajo titulado Santander en el siglo de los pronunciamientos y las guerras civiles, dedicado al estudio de las peripecias políticas y militares de la ciudad durante tan crucial periodo para su formación.
En 1973 se jubiló como periodista. Era redactor-jefe del periódico Alerta. En las numerosas entrevistas publicadas en la prensa a raíz de un homenaje que le tributaron sus colegas, quedó reflejada su modestia: «Un aprendiz no puede nunca dirigir nada», respondía a las insistentes preguntas de un entrevistador interesado en saber si le habría gustado dirigir un periódico; y haciendo balance de su profesión aclaraba: «Yo creo que todos los días tengo algo que aprender, y este sentimiento lo llevaré a la tumba». En reconocimiento a una ejemplar vida de trabajo le fue concedida la Encomienda de la Orden del Mérito Civil (España), en octubre de 1974.
Después de tres intensas décadas dimitió del cargo de director del Museo Municipal de Bellas Artes el 11 de septiembre de 1978. Los compañeros del Centro de Estudios Montañeses le dedicaron un homenaje, adhiriéndose a los muchos que repudiaron y criticaron las circunstancias que habían llevado a Simón Cabarga a tomar la decisión de dimitir. Ese mismo año fue elegido Cántabro del Año.
En 1979, el Ateneo de Santander lo nombró Personalidad Montañesa del Año. También fue nombrado miembro del Instituto de Arte Juan de Herrera.
Dedicó los últimos años de su vida, fundamentalmente, a la generosa tarea de poner orden en el cúmulo de datos e informaciones recopiladas, a fin de articular parcelas de conocimiento sobre el pasado de su sentida ciudad. Asumió la edición comentada y anotada de la novela de José María de Pereda Sotileza, que salió en la Colección de Bolsillo (1977) de la Institución Cultural de Cantabria. El afecto y ánimo que recibió de sus amigos y compañeros del Centro de Estudios Montañeses le decidieron a rematar dos de las obras en las que había estado trabajando durante décadas, Santander en la historia de sus calles (1980) e Historia de la prensa santanderina (1983).
Murió en Madrid el 24 de septiembre de 1980.
Después de su fallecimiento fueron editadas dos obras en las que estaba trabajando, Evocación de la Vieja Puebla (1982), preparada por Valeriano García-Barredo Alonso, e Historia de la prensa santanderina» (1983). La publicación de esta última obra fue posible gracias a José Luis Casado Soto, Director del Museo Marítimo del Cantábrico, que se encargó desinteresadamente de preparar para su edición el libro que Simón Cabarga tenía en el telar cuando falleció. Así quiso manifestarle una vez más su afecto y amistad.
A título póstumo le fue concedida la Cruz de la Orden Civil de Alfonso X el Sabio (1981) y el Ayuntamiento de Santander acordó dedicarle el nombre de una calle y de un colegio de enseñanza primaria. El 14 de agosto de 2002 fue colocada una placa con su nombre en el Monumento a los Artistas de Cantabria, en el "Picu de la Torre" de Cabezón de la Sal (Cantabria).
El pintor cántabro Julio de Pablo manifestó lo mucho que estimaban los artistas a José Simón Cabarga, convirtiendo en «Homenaje a José Simón Cabarga» su exposición pictórica que, patrocinada por el Ayuntamiento del Valle de Camargo, montó en octubre de 1980.
El verano del año 2005, con motivo del 250 aniversario de haber recibido Santander el título de ciudad, hubo una exposición en el "Palacio de Exposiciones" de la capital de Cantabria sobre su historia. Entre las 32 personalidades elegidas como representativas de la ciudad a lo largo de sus dos siglos y medio de existencia figuraba José Simón Cabarga (libro-catálogo Santander en el tiempo, 2005).
La familia adoptó la decisión de donar al Centro de Estudios Montañeses el Archivo, cuadernos, papeles y biblioteca del insigne historiador que, en su modestia, siempre quiso quedarse en el apelativo de cronista. De esta manera, el trabajo y el entusiasmo de José Simón Cabarga permanece a disposición de los investigadores, colaborando a perpetuar su memoria entre las futuras generaciones. Será recordado por haber sido uno de los grandes historiadores de la ciudad de Santander.

## Obras
- I Feria de Muestras y Manifestación Agropecuaria de Santander. Memoria y resultado económico del Certamen. Editorial Montañesa S.A., Santander, 1933
- Guía de Santander. Ayuntamiento de Santander, Santander, 1946
- Las Reales Atarazanas de Santander. Ayuntamiento de Santander, Santander, 1950
- Daniel Alegre, escultor montañés. Antología de escritores y artistas montañeses, Santander, 1950
- Santander, biografía de una ciudad. 1ª edición. Ayuntamiento de Santander, Santander, 1954. Ediciones Librería Estudio[1]
- Manuel Salces Gutiérrez. Antología de escritores y artistas montañeses, Santander, 1955
- Santander. Sidón Ibera (2ª parte de Biografía de una ciudad). 1ª edición. Aldus S.A., Santander, 1956. Ediciones Librería Estudio[2]
- Marcelino Menéndez Pelayo. Antología de escritores y artistas montañeses, Santander, 1956
- Pintores Montañeses, 1856-1956. Santander, 1956
- Agustín Riancho. Antología de escritores y artistas montañeses, Santander, 1959
- Caminos de la Montaña. Congreso Nacional de Ateneos, Santander, 1963
- Santander, pasado, presente y futuro. Ayuntamiento de Santander, 1963
- De siete mil duros a mil millones de pesetas. Caja de Ahorros de Santander, Santander, 1963
- Historia del Ateneo de Santander. Editora Nacional, Madrid, 1963
- Retablo santanderino (3ª parte de Biografía de una ciudad). Jean S.A., Santander, 1964
- Santander y su provincia. Guías Artísticas de España, Ed. Aries, Barcelona, 1965
- Santander en la Guerra de la Independencia. Ed. de autor, Santander, 1968
- Guía de Santander. Ed. Everest, 1968.[3] (Declarada de Interés Turístico Nacional por el Ministerio de Información y Turismo)
- Santander en el siglo de los pronunciamientos y las guerras civiles. Institución Cultural de Cantabria, Santander, 1972
- Catálogo de la exposición antológica de Agustín Riancho. Museo de Arte Moderno Español, Madrid, 1973
- Sotileza de José Mª de Pereda. Estudio y notas de José Simón Cabarga. Institución Cultural de Cantabria, Santander, 1977.[4]
- Santander en la historia de sus calles. 1ª edición. Institución Cultural de Cantabria, Santander, 1980.[5]
- Evocación de la Vieja Puebla. Librería Estudio, Santander, 1982.[6]
- Historia de la prensa santanderina. Institución Cultural de Cantabria, Santander, 1983. ISBN (13): 978-84-500-8281-4
- Casimiro Sáinz y Sáiz. Vida y obra del paisajista campurriano.[7]